# Họ Cá đuôi gai
Họ Cá đuôi gai (tên khoa học: Acanthuridae) là một họ cá theo truyền thống được xếp trong phân bộ Acanthuroidei của bộ Cá vược (Perciformes), nhưng những nghiên cứu phát sinh chủng loài gần đây của Betancur và ctv đã xếp nó trong bộ mới lập là Acanthuriformes. Họ này có khoảng 84 loài thuộc 6 chi, và tất cả đều sống ở các vùng nhiệt đới thuộc các đại dương, thường là xung quanh các rạn san hô. Nhiều loài có màu sắc tươi sáng và xuất hiện phổ biến trong các hồ cá cảnh.
Đặc điểm riêng có của họ Cá đuôi gai là một hoặc nhiều cái gai trông giống như con dao mổ và rất sắc nhọn ở trên cả hai mặt của đuôi cá. Cá có vây lưng, vây hậu môn và vây đuôi lớn, trải dài gần hết chiều dài cơ thể. Mõm cá nhỏ và có một hàng răng dùng để ăn tảo biển.
Đa số các loài thuộc họ Cá đuôi gai có kích cỡ tương đối nhỏ với chiều dài cơ thể tối đa là 15–40 cm. Tuy nhiên, một số thành viên của các chi Acanthurus, Prionurus và đa số thành viên của chi Naso có thể to lớn hơn, trong đó loài Naso annulatus có thể đạt tới 1 m (lớn nhất trong họ). Do những loài cá này tăng trưởng nhanh nên cần phải kiểm tra kích cỡ trưởng thành trung bình và sự phù hợp của cá trước khi đưa cá vào hồ cá cảnh.

## Danh sách loài
- Chi Acanthurus
  - Acanthurus achilles Shaw, 1803.

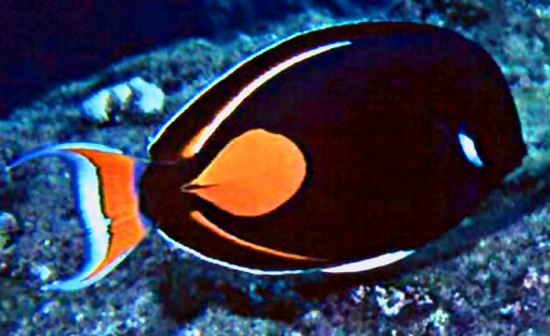
Acanthurus achilles

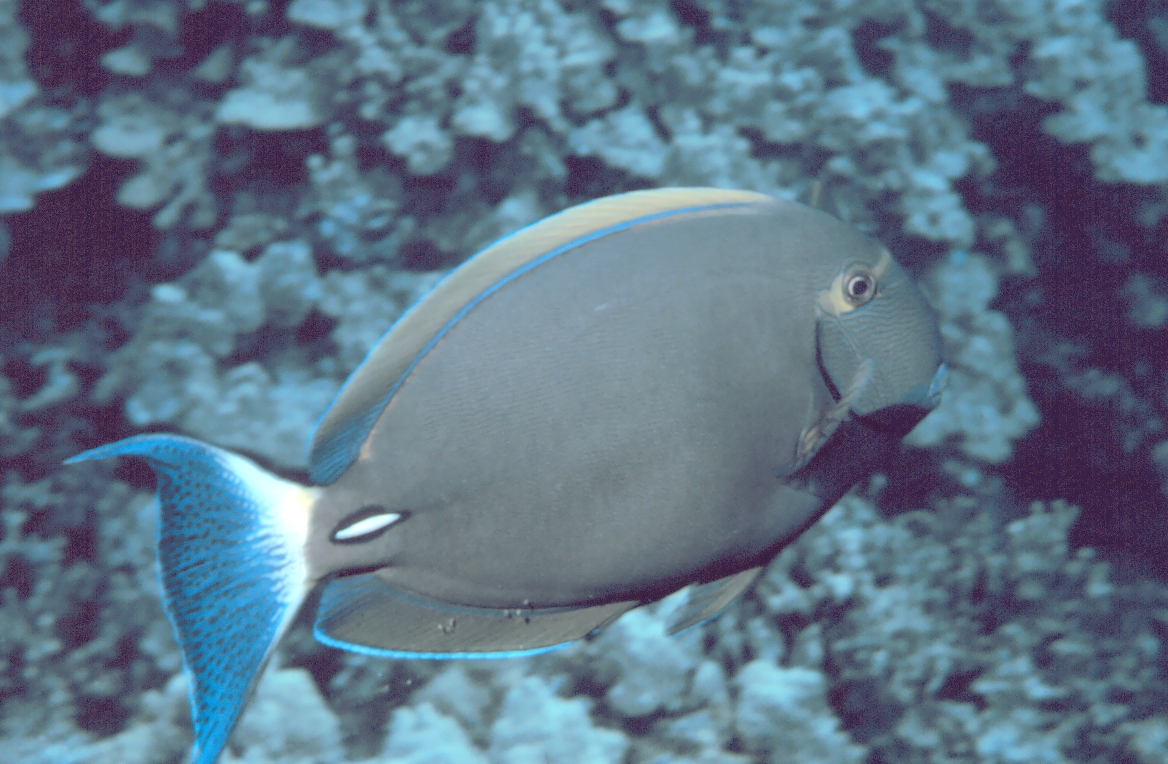
Acanthurus dussumieri

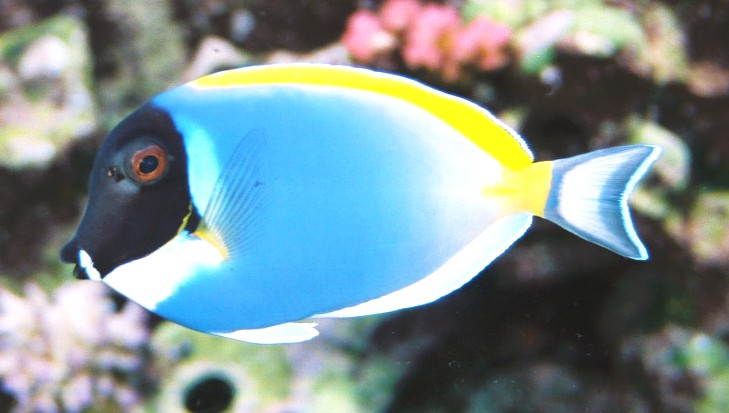
Acanthurus leucosternon

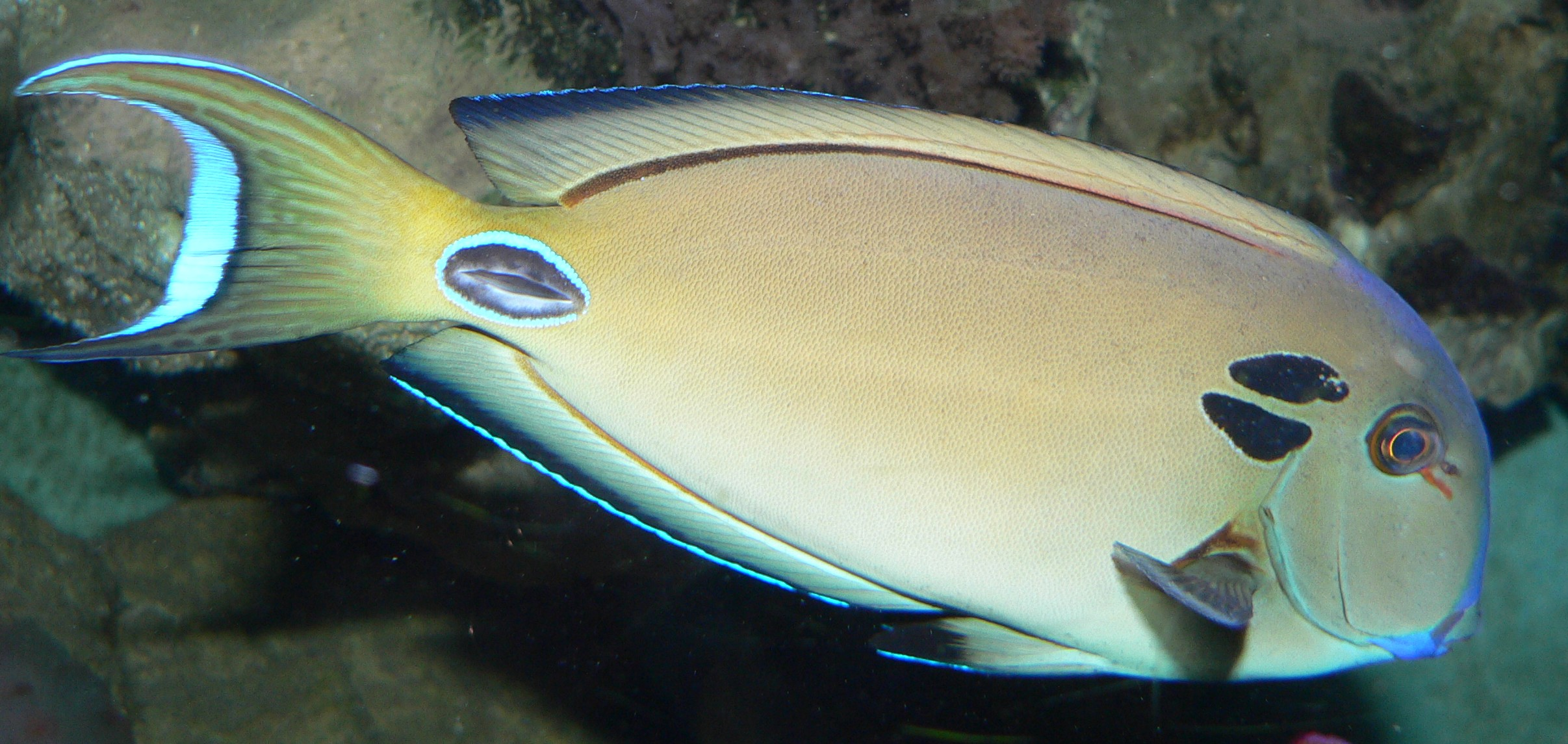
Acanthurus tennentii

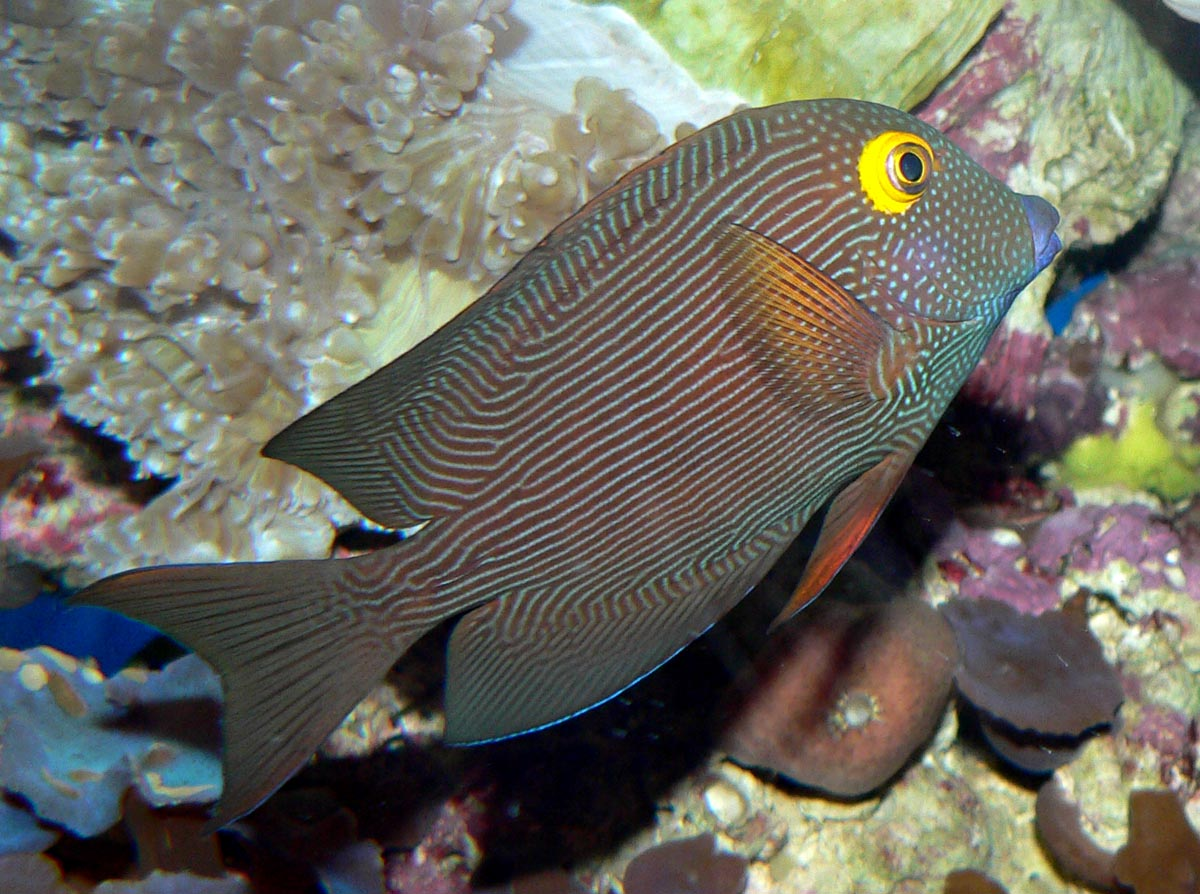
Ctenochaetus strigosus

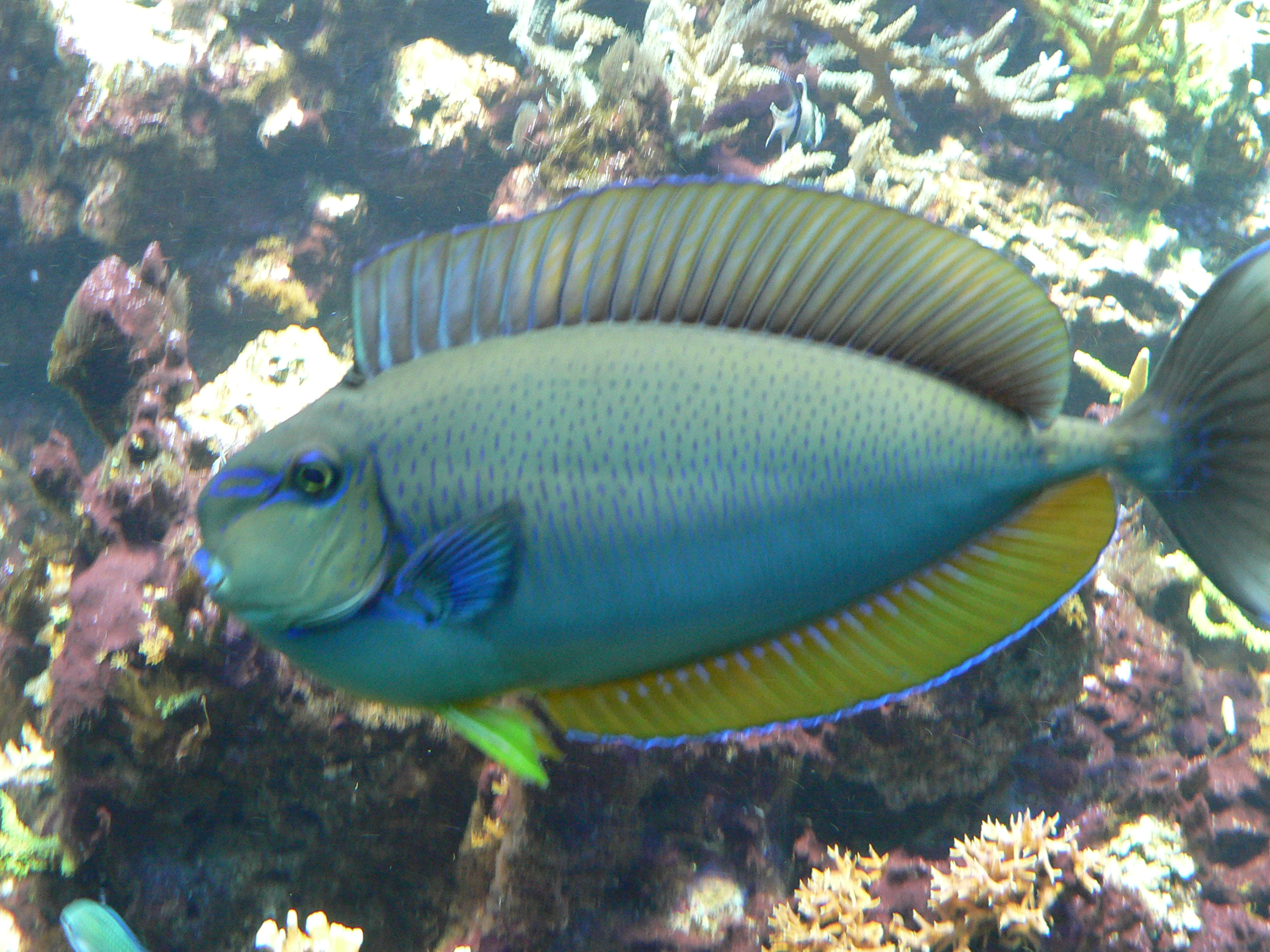
Naso lopezi

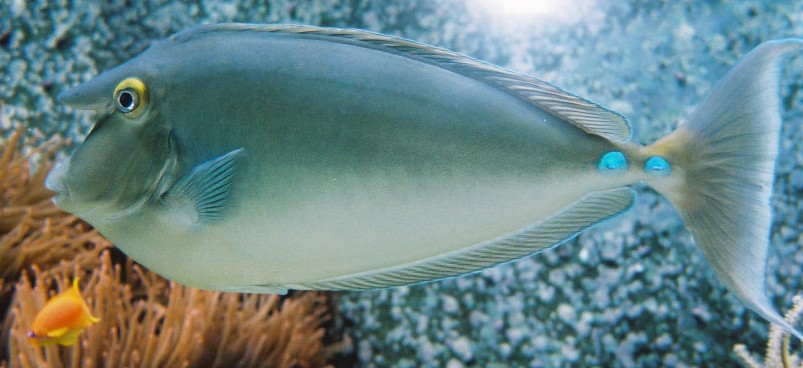
Naso unicornis

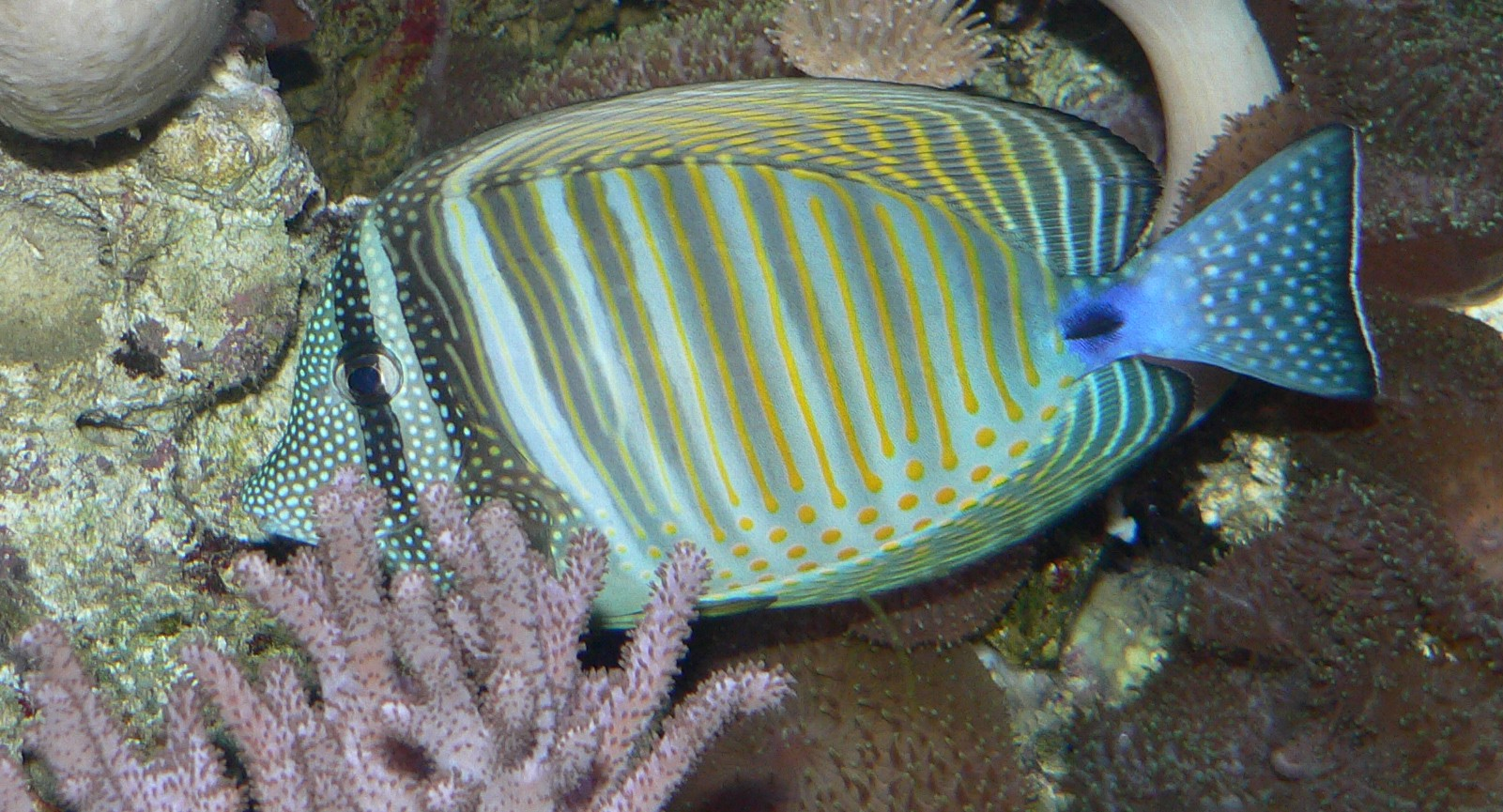
Zebrasoma desjardinii

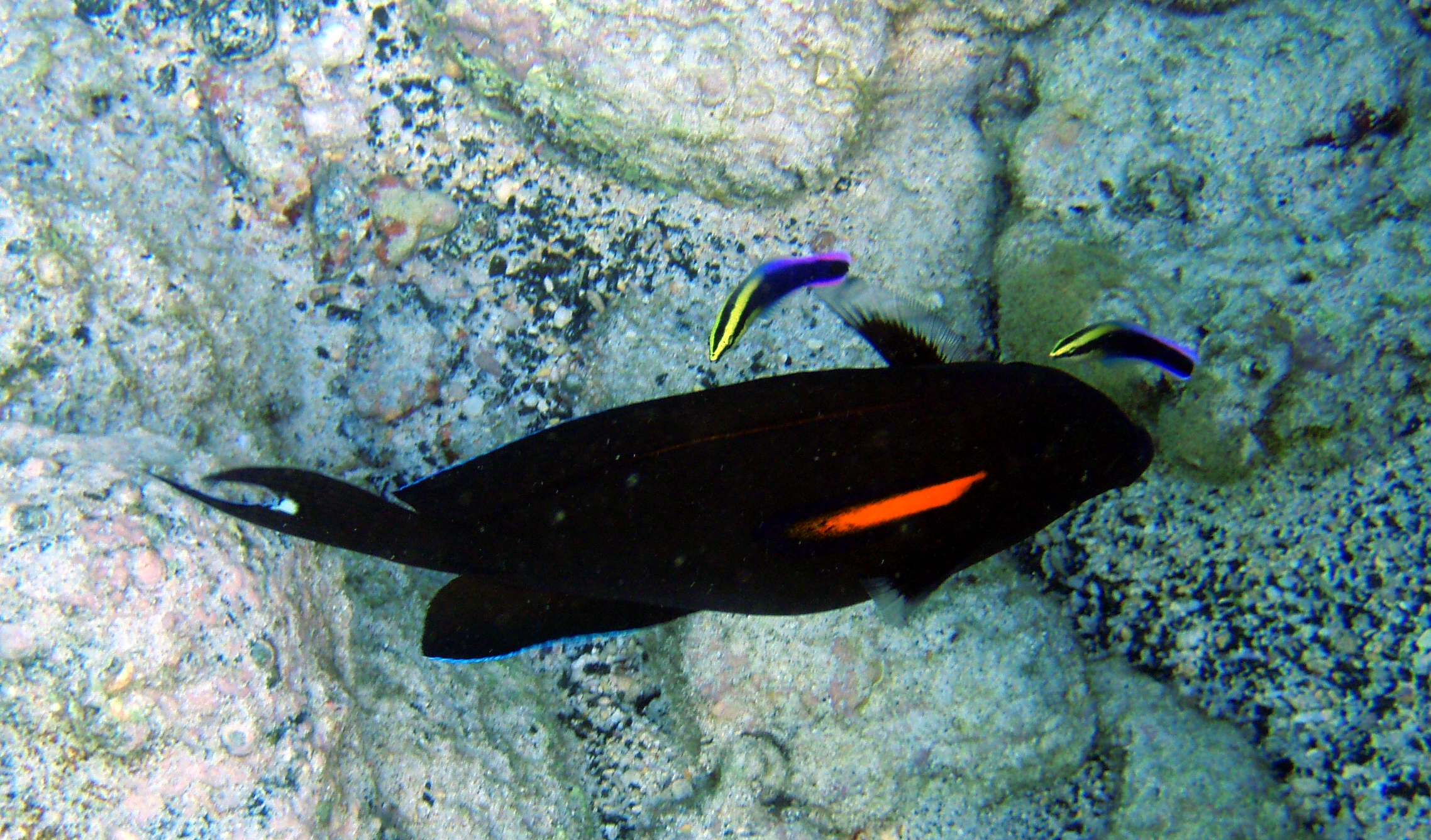
Acanthurus olivaceus đang được hai con Labroides phthirophagus làm vệ sinh.

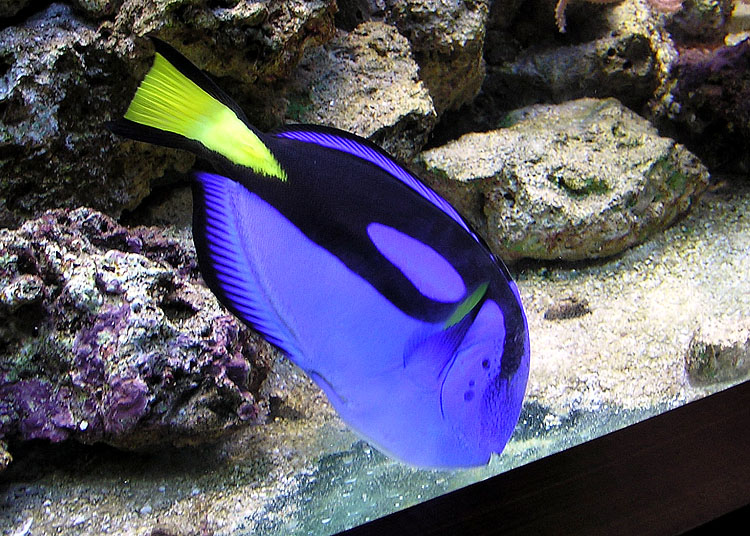
Paracanthurus hepatus trong hồ cá cảnh

  - Acanthurus albimento Carpenter, Williams & Santos, 2017
  - Acanthurus albipectoralis Allen & Ayling, 1987.
  - Acanthurus auranticavus Randall, 1956.
  - Acanthurus bahianus Castelnau, 1855.
  - Acanthurus bariene Lesson, 1831.
  - Acanthurus blochii Valenciennes, 1835.
  - Acanthurus chirurgus (Bloch, 1787).
  - Acanthurus chronixis Randall, 1960.
  - Acanthurus coeruleus Bloch & Schneider, 1801.
  - Acanthurus dussumieri Valenciennes, 1835.
  - Acanthurus fowleri de Beaufort, 1951.
  - Acanthurus gahhm (Forsskål, 1775).
  - Acanthurus grammoptilus Richardson, 1843.
  - Acanthurus guttatus Forster, 1801.
  - Acanthurus japonicus (Schmidt, 1931).
  - Acanthurus leucocheilus Herre, 1927.
  - Acanthurus leucopareius (Jenkins, 1903).
  - Acanthurus leucosternon Bennett, 1833.
  - Acanthurus lineatus (Linnaeus, 1758).
  - Acanthurus maculiceps (Ahl, 1923).
  - Acanthurus mata (Cuvier, 1829).
  - Acanthurus monroviae Steindachner, 1876.
  - Acanthurus nigricans (Linnaeus, 1758).
  - Acanthurus nigricauda Duncker & Mohr, 1929.
  - Acanthurus nigrofuscus (Forsskål, 1775).
  - Acanthurus nigroris Valenciennes, 1835.
  - Acanthurus nubilus (Fowler & Bean, 1929).
  - Acanthurus olivaceus Bloch & Schneider, 1801.
  - Acanthurus polyzona (Bleeker, 1868).
  - Acanthurus pyroferus Kittlitz, 1834.
  - Acanthurus reversus Randall & Earle, 1999.
  - Acanthurus sohal (Forsskål, 1775).
  - Acanthurus tennentii Günther, 1861.
  - Acanthurus thompsoni (Fowler, 1923).
  - Acanthurus triostegus (Linnaeus, 1758).
  - Acanthurus tristis Randall, 1993.
  - Acanthurus xanthopterus Valenciennes, 1835.
- Chi Ctenochaetus
  - Ctenochaetus binotatus Randall, 1955.
  - Ctenochaetus cyanocheilus Randall & Clements, 2001.
  - Ctenochaetus flavicauda Fowler, 1938.
  - Ctenochaetus hawaiiensis (Randall, 1955).
  - Ctenochaetus marginatus (Valenciennes, 1835).
  - Ctenochaetus striatus (Quoy & Gaimard, 1825).
  - Ctenochaetus strigosus (Bennett, 1828).
  - Ctenochaetus tominiensis Randall, 1955.
  - Ctenochaetus truncatus Randall & Clements, 2001.
- Chi Naso
  - Naso annulatus (Quoy & Gaimard, 1825) (cá một sừng sọc, cá bò sừng).
  - Naso brachycentron (Valenciennes, 1835).
  - Naso brevirostris (Cuvier, 1829).
  - Naso caeruleacauda Randall, 1994.
  - Naso caesius Randall & Bell, 1992.
  - Naso elegans (Rüppell, 1829).
  - Naso fageni Morrow, 1954.
  - Naso hexacanthus (Bleeker, 1855).
  - Naso lituratus (Forster, 1801).
  - Naso lopezi Herre, 1927.
  - Naso maculatus Randall & Struhsaker, 1981.
  - Naso mcdadei Johnson, 2002.
  - Naso minor (Smith, 1966).
  - Naso reticulatus Randall, 2001.
  - Naso tergus Ho, Shen & Chang, 2011
  - Naso thynnoides (Cuvier, 1829).
  - Naso tonganus (Valenciennes, 1835).
  - Naso tuberosus Lacépède, 1801.
  - Naso unicornis (Forsskål, 1775).
  - Naso vlamingii (Valenciennes, 1835).
- Chi Paracanthurus
  - Paracanthurus hepatus (Linnaeus, 1766).
- Chi Prionurus
  - Prionurus biafraensis (Blache & Rossignol, 1961).
  - Prionurus chrysurus Randall, 2001.
  - Prionurus laticlavius (Valenciennes, 1846).
  - Prionurus maculatus (Randall & Struhsaker, 1981).
  - Prionurus microlepidotus Lacépède, 1804.
  - Prionurus punctatus Gill, 1862.
  - Prionurus scalprum Valenciennes, 1835.
- Chi Zebrasoma
  - Zebrasoma desjardinii (Bennett, 1836).
  - Zebrasoma flavescens (Bennett, 1828): Cá đuôi gai vàng.
  - Zebrasoma gemmatum (Valenciennes, 1835).
  - Zebrasoma rostratum (Günther, 1875).
  - Zebrasoma scopas (Cuvier, 1829): Cá đuôi gai nâu hồng.
  - Zebrasoma veliferum (Bloch, 1795).
  - Zebrasoma xanthurum (Blyth, 1852).

## Từ nguyên và lịch sử phân loại
Tên của họ cá này xuất phát từ các từ akantha và oura trong tiếng Hi Lạp, tạm dịch là "gai" và "đuôi". Điều này ám chỉ đặc điểm dễ nhận ra của họ Cá đuôi gai, đó là cái "dao mổ" ở cuống đuôi của chúng.
Vào đầu thập niên 1900, họ cá này được gọi là Hepatidae.